# Reichenbachia
Reichenbachia är ett släkte av skalbaggar som beskrevs av Leach 1826. Reichenbachia ingår i familjen kortvingar.

## Dottertaxa tillReichenbachia, i alfabetisk ordning[1][2]
- Reichenbachia albionica
- Reichenbachia appendiculata
- Reichenbachia arcifer
- Reichenbachia arthritica
- Reichenbachia atlantica
- Reichenbachia bicolor
- Reichenbachia binodifer
- Reichenbachia borealis
- Reichenbachia caseyi
- Reichenbachia chandleri
- Reichenbachia chiricahuensis
- Reichenbachia clamer
- Reichenbachia complectens
- Reichenbachia congener
- Reichenbachia corporalis
- Reichenbachia cylindrarta
- Reichenbachia deformata
- Reichenbachia demissa
- Reichenbachia depressifrons
- Reichenbachia divergens
- Reichenbachia dorothyae
- Reichenbachia ectofacilis
- Reichenbachia emoyteis
- Reichenbachia facilis
- Reichenbachia falli
- Reichenbachia frosti
- Reichenbachia fusticornis
- Reichenbachia gentilis
- Reichenbachia gracilicornis
- Reichenbachia gracilis
- Reichenbachia hardyi
- Reichenbachia howardi
- Reichenbachia ignobilis
- Reichenbachia inepta
- Reichenbachia informis
- Reichenbachia inopia
- Reichenbachia insolita
- Reichenbachia juncorum
- Reichenbachia kansana
- Reichenbachia kapones
- Reichenbachia loebli
- Reichenbachia louisiana
- Reichenbachia macho
- Reichenbachia nevadensis
- Reichenbachia nodesa
- Reichenbachia ochopee
- Reichenbachia osceola
- Reichenbachia peregrinator
- Reichenbachia polita
- Reichenbachia propinqua
- Reichenbachia pseudokansana
- Reichenbachia puncticollis
- Reichenbachia radians
- Reichenbachia rubricunda
- Reichenbachia sagax
- Reichenbachia sandersoni
- Reichenbachia scabra
- Reichenbachia semirugosa
- Reichenbachia skelleyi
- Reichenbachia snowi
- Reichenbachia sodalis
- Reichenbachia spatulifer
- Reichenbachia subtilis
- Reichenbachia suteri
- Reichenbachia taphrocera
- Reichenbachia tumida
- Reichenbachia tumidicornis
- Reichenbachia tumorosa
- Reichenbachia turgidicornis
- Reichenbachia wickhami
- Reichenbachia visda